# So-Jung Kim
So-Jung Kim (født 18. marts 1986) er en kvindelig professionel tennisspiller fra Sydkorea.
So-Jung Kim højeste rangering på WTA single rangliste var som nummer 204, hvilket hun opnåede 20. september 2010. I double er den bedste placering nummer 233, hvilket blev opnået 17. juli 2006. 